# Katrina Law
Katrina Law (ur. 30 września 1985 w West New York, New Jersey) – amerykańska aktorka.

## Filmografia

### Filmy
| Rok  | Tytuł                                        | Rola             | Uwagi            |
| ---- | -------------------------------------------- | ---------------- | ---------------- |
| 2000 | Numer stulecia                               | Nastolatka       |                  |
| 2001 | Bottomfeeders                                | Ursula           |                  |
| 2002 | Śmiertelna pułapka                           | Francine         |                  |
| 2003 | 44 minuty: Strzelanina w północnym Hollywood | Kate             | Film telewizyjny |
| 2005 | Choker                                       | Santo            |                  |
| 2006 | Idę na całość                                | Handlarka        |                  |
| 2006 | If You Lived Here, You'd Be Home Now         |                  | Film telewizyjny |
| 2007 | A New Tomorrow                               | Katherine Schatz |                  |
| 2008 | Bezlitosna                                   | Laska na motorze |                  |
| 2008 | Forget About Love                            | Heather          |                  |
| 2009 | Knuckle Draggers                             | Jenna            |                  |
| 2010 | The Grind                                    | Jemma            |                  |
| 2010 | Mafiosa                                      | Alex Johnson     |                  |
| 2013 | Zimowa dziewczyna                            | Greta Kaine      | Film telewizyjny |
| 2014 | Death Valley                                 | Annie Gunn       |                  |
| 2015 | Apparition                                   | Lori             |                  |

### Seriale
| Rok   | Tytuł                         | Rola          | Uwagi                                      |
| ----- | ----------------------------- | ------------- | ------------------------------------------ |
| 2001  | Brygada ratunkowa             | Ani Bailey    | Odcinek: "Man Enough"                      |
| 2002  | Reba                          | Morgan Brooks | Odcinek: "The King and I"                  |
| 2007  | The Rookie: CTU               | Kate Wyman    |                                            |
| 2008  | The Rookie: Day 3 Extraction  | Kate          |                                            |
| 2009  | Chuck                         | Alexis        | Odcinek: "Chuck Versus the Beefcake"       |
| 2010  | Miecz prawdy                  | Garren        | 3 odcinki: "Walter", "Extinction", "Tears" |
| 2010  | The Resistance                | Lana          | Główna obsada                              |
| 2010  | Spartakus: Krew i piach       | Mira          | 5 odcinków                                 |
| 2012  | 6 passi nel giallo            | Eleanor       | Odcinek: "Sotto protezione"                |
| 2012  | CSI: Kryminalne zagadki Miami | Zabójczyni    | Odcinek: "Law & Disorder"                  |
| 2012  | Spartakus: Zemsta             | Mira          | Główna obsada                              |
| 2012  | Staged                        | Flo           | Odcinek: "Flo Rida"                        |
| 2013  | Chosen                        | Amber         | 2 odcinki: "The Box ", "The Hunters "      |
| 2014- | Arrow                         | Nyssa al Ghul |                                            |